# Carles VI de França

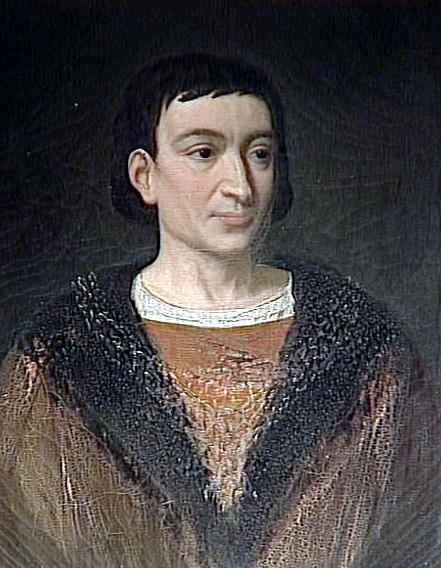
Carles VI de França

Carles VI de França el Ben Estimat o el Boig (París 1368 - íd. 1422), rei de França (1380-1422).

## Orígens familiars
Fill cinquè del rei Carles V de França i la seva esposa Joana de Borbó, nasqué a la cort francesa de París el 3 de desembre de 1368. Per línia paterna era net de Joan II de França i Bonna de Luxemburg, i per línia materna del duc Pere I de Borbó i Isabel de Valois.

## Núpcies i descendents
El 17 de juliol de 1385 es casà a Amiens amb Elisabet de Baviera, filla d'Esteve III de Baviera i Taddea Visconti. D'aquesta unió nasqueren:
- el príncep Carles de França (1386), delfí de Viennois
- la princesa Joana de França (1388-1390)
- la princesa Isabel de Valois (1389-1409), casada el 1396 amb Ricard II d'Anglaterra i el 1406 amb el duc Carles I d'Orleans
- la princesa Joana de Valois (1391-1433), casada el 1397 amb el duc Joan VI de Bretanya
- el príncep Carles de França (1392-1401), delfí de Viennois
- la princesa Maria de França (1393-1438), abadessa
- la princesa Miquela de Valois (1395-1422), casada el 1409 amb el duc Felip III de Borgonya
- el príncep Lluís de Valois (1397-1415), delfí de Viennois
- el príncep Joan de Torena (1398-1417), delfí de Viennois, casat el 1415 amb la comtessa Jacqueline d'Hainault
- la princesa Caterina de Valois (1401-1437), casada el 1420 amb Enric V d'Anglaterra i el 1429 amb Owen Tudor
- el príncep Carles VII de França (1403-1461), rei de França
- la princesa Felipa de Valois (1407)

## Ascens a la corona

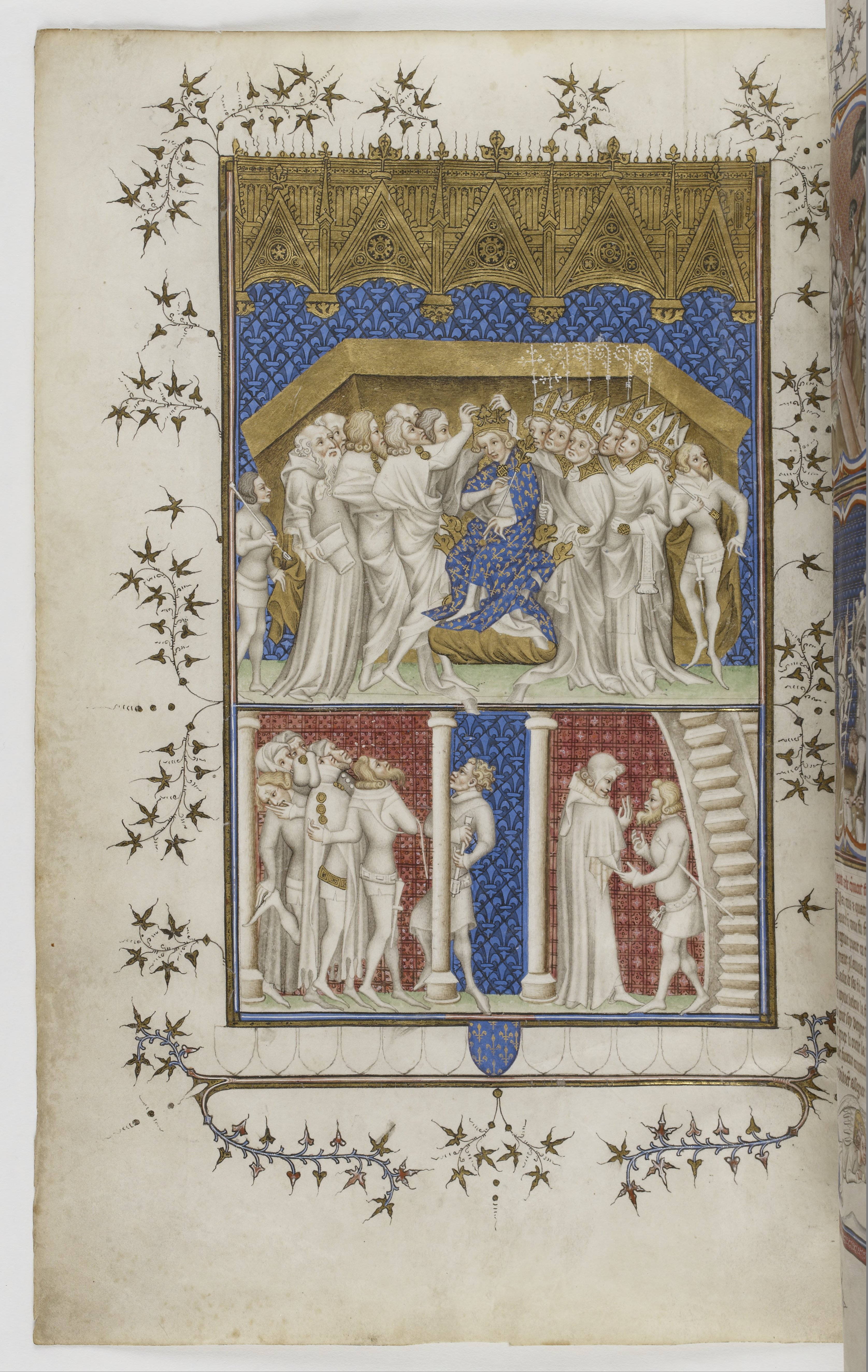
Couronnement de Charles VI à Reims (Coronació de Carles VI a Reims). Miniatura del

A la mort del seu pare el 1380 fou coronat rei a la catedral de Reims a l'edat de 12 anys. Com el seu pare, l'inici del regnat fou emprès amb energia. La seva minoria d'edat comportà lluites internes franceses pel poder entre els seus parents, els ducs d'Anjou, Borgonya, Berry i Borbó. El 1388 amb l'ajuda del seu germà Lluís I d'Orleans va eludir la regència del seu oncle, el duc Felip II de Borgonya.
El 1392 va patir un greu atac de bogeria, malaltia que ja havien mostrat la seva mare i ascendents maternals, per la qual cosa va caure sota el poder del seu germà Lluís I d'Orleans i oncle Felip II de Borgonya.
Lluís d'Orleans va morir assassinat el 1407 per ordres de Joan I de Borgonya, fill de Felip II de Borgonya al qual havia succeït el 1404. A partir d'aquell moment tota França estigué dividida en dos partits: els Armagnac, partidaris del duc d'Orleans, i els Borgonyons, partidaris del duc de Borgonya.

## Guerra dels Cent Anys
El rei Enric V d'Anglaterra, casat amb la germana de Carles VI, es va aliar amb els Borgonyons i continuà amb la Guerra dels Cent Anys. El 25 d'octubre de 1415 derrotà l'exèrcit francès a la batalla d'Azincourt. El 1420 el Tractat de Troyes Carles VI es va veure obligat a acceptar Enric V com a successor, desheretant els seus fills i reconeixent-los com il·legítims.
El 22 d'octubre de 1422 morí Carles VI mentre Enric V d'Anglaterra morí dos mesos abans. A partir d'aquell moment foren proclamats reis de França Enric VI d'Anglaterra i Carles VII de França. L'ajuda de Joana d'Arc permetrà al delfí Carles VII ser coronat rei el 17 de juliol de 1429.
| Cronologia dels reis de França, reis dels Francesos i emperadors dels Francesos del 987 a 1870 |

| 987 | 987       | 996       | 996       | 1031      | 1031    | 1060    | 1060    | 1108    | 1108     | 1137     | 1137      | 1180      | 1180     | 1223     | 1223       | 1226       | 1226 |
|     | Hug Capet | Hug Capet | Robert II | Robert II | Enric I | Enric I | Felip I | Felip I | Lluís VI | Lluís VI | Lluís VII | Lluís VII | Felip II | Felip II | Lluís VIII | Lluís VIII |      |

| 1226 | 1226     | 1270     | 1270      | 1285      | 1285     | 1314     | 1314    | 1316    | 1316   | 1316   | 1316    | 1322    | 1322      | 1328      | 1328     | 1350     | 1350 |
|      | Lluís IX | Lluís IX | Felip III | Felip III | Felip IV | Felip IV | Lluís X | Lluís X | Joan I | Joan I | Felip V | Felip V | Carles IV | Carles IV | Felip VI | Felip VI |      |

| 1350 | 1350    | 1364    | 1364     | 1380     | 1380      | 1422      | 1422       | 1461       | 1461     | 1483     | 1483        | 1498        | 1498      | 1515      | 1515       | 1547       | 1547     | 1559     | 1559 |
|      | Joan II | Joan II | Carles V | Carles V | Carles VI | Carles VI | Carles VII | Carles VII | Lluís XI | Lluís XI | Carles VIII | Carles VIII | Lluís XII | Lluís XII | Francesc I | Francesc I | Enric II | Enric II |      |

| 1559 | 1559        | 1560        | 1560      | 1574      | 1574      | 1589      | 1589     | 1610     | 1610       | 1643       | 1643      | 1715      | 1715     | 1774     | 1774      | 1792      | 1792 |
|      | Francesc II | Francesc II | Carles IX | Carles IX | Enric III | Enric III | Enric IV | Enric IV | Lluís XIII | Lluís XIII | Lluís XIV | Lluís XIV | Lluís XV | Lluís XV | Lluís XVI | Lluís XVI |      |

| 1792 | 1792 | 1804 | 1804      | 1814      | 1814        | 1824        | 1824     | 1830     | 1830          | 1848          | 1848 | 1852 | 1852        | 1870        | 1870 |
|      | -    | -    | Napoleó I | Napoleó I | Lluís XVIII | Lluís XVIII | Carles X | Carles X | Lluís Felip I | Lluís Felip I | -    | -    | Napoleó III | Napoleó III |      |